# Miss Universo Italia
Miss Universo Italia (en inglés: Miss Universe Italy) es un concurso de belleza nacional en Italia. Se encarga de seleccionar a la representante del país para el concurso Miss Universo.

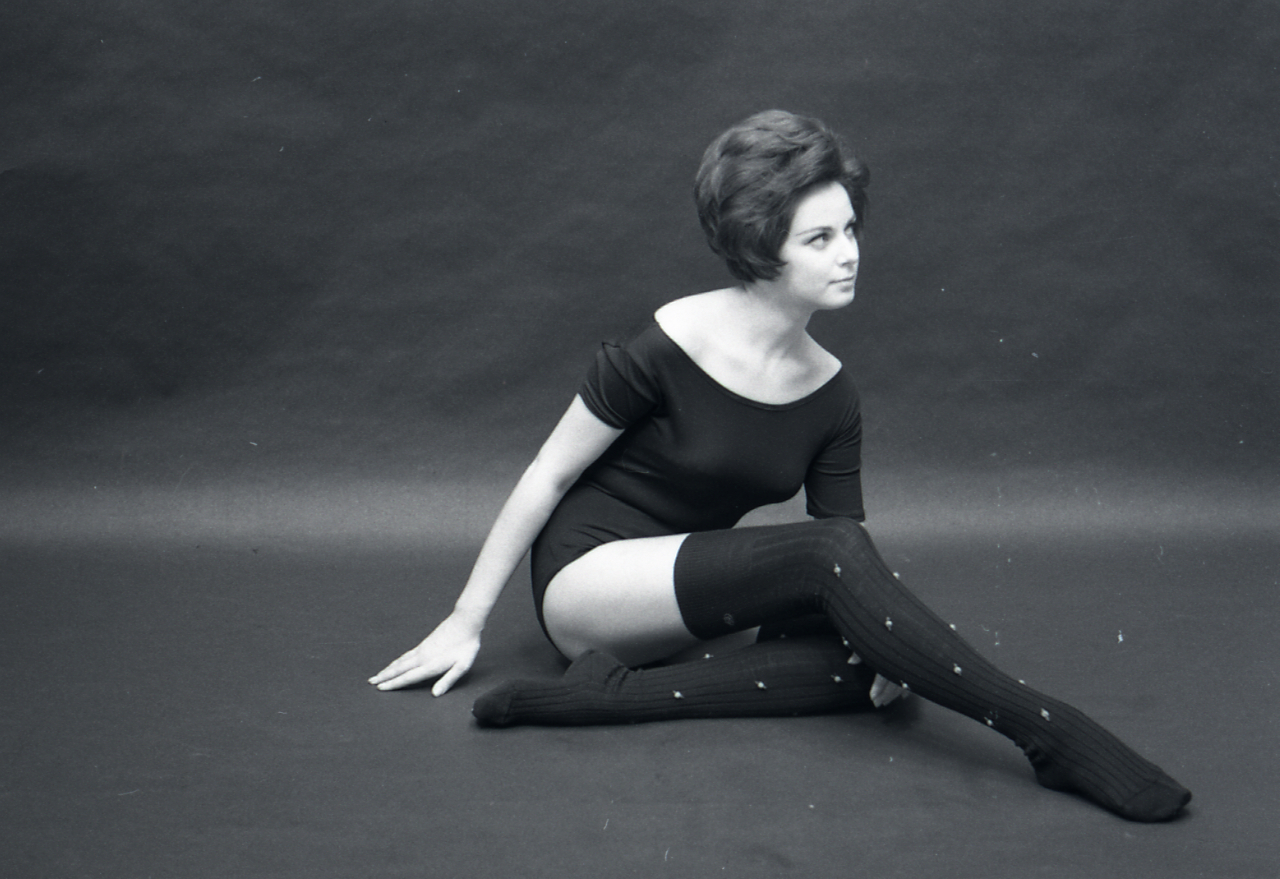
Erika Jorger (aplicó para Miss Universo Italia 1965) fotografiada por Paolo Monti en 1964

## Historia

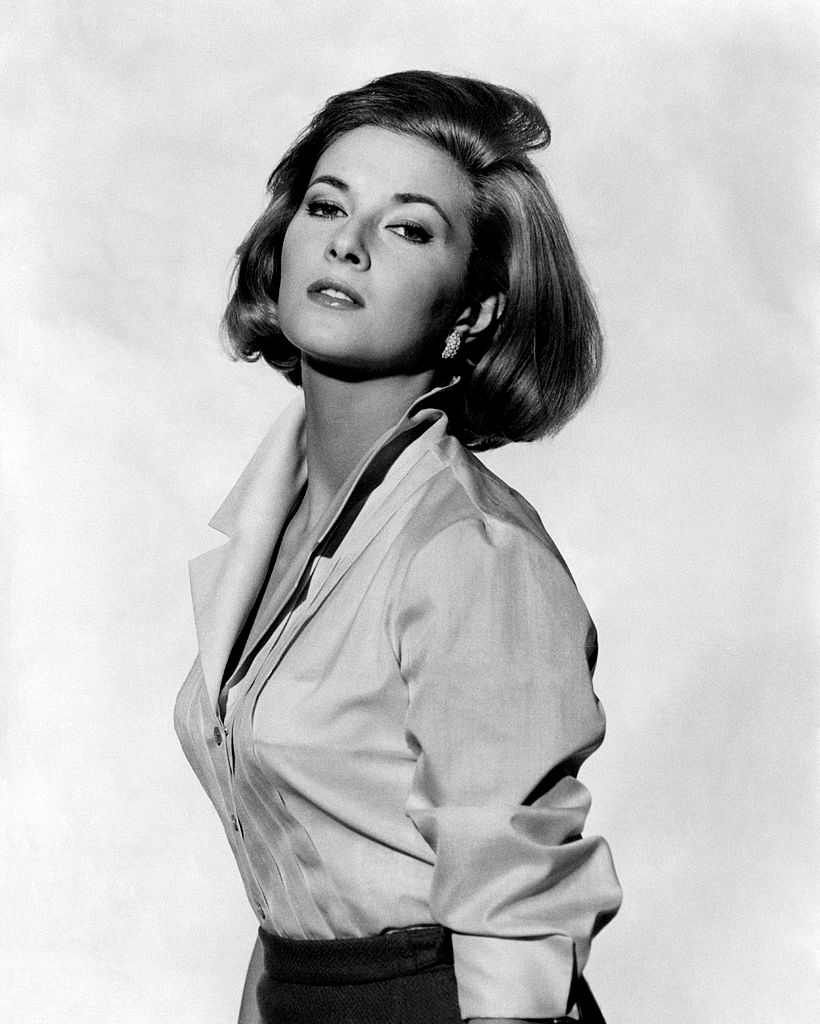
Daniela Bianchi fue primera finalista en el Miss Universo 1960.

Desde 1951, la ganadora del Miss Italia representaba al país en el Miss Universo hasta 1999, con la excepción de unos pocos años selectos en los que una delegada fue seleccionada mediante casting o un concurso independiente. En septiembre de 1999, se confirmó que la Organización Miss Universo le quitó la licencia al Miss Italia.
En 2005 se creó Miss Universo Italia. De 2000 a 2004, las representante Italianas fueron seleccionadas por el ya desaparecido concurso «La Miss para Miss Universo» (en italiano: La Miss per Miss Universo). María Teresa Francville ya se había ganado el derecho a representar a Italia ese año al ganar La Miss para Miss Universo. Cuando ese concurso perdió la franquicia y fue descontinuado, ella ingresó al recién creado concurso Miss Universo Italia y volvió a ganar.

## Ganadoras

### Miss Universo Italia (2000-presente)
: Declarada como ganadora
     : Terminó como finalista
     : Terminó como una de las semifinalistas o cuartofinalistas
     : Terminó como ganadora de premios especiales
Después de 1999, Miss Universo Italia se creó para convertirse en un concurso independiente para coronar una candidata para el Miss Universo.
| Año                        | Región               | Miss Universo Italia    | Posición en Miss Universo | Premios especiales | Notas |
| -------------------------- | -------------------- | ----------------------- | ------------------------- | ------------------ | --- |
| 2024                       | Sicilia              | Glelany Cavalcante      | No clasificó              |                    | |
| 2023                       | Marcas               | Carmen Panepinto        | No clasificó              |                    | |
| 2022                       | Trentino-Alto Adigio | Virginia Stablum        | No clasificó              |                    | Dirección de Danilo Marzano. |
| 2021                       | Campania             | Caterina Di Fuccia      | No clasificó              |                    | |
| 2020                       | Sicilia              | Viviana Vizzini         | No clasificó              |                    | |
| 2019                       | Campania             | Sofia Trimarco          | No clasificó              |                    | |
| 2018                       | Lacio                | Erica De Matteis        | No clasificó              |                    | Dirección de Marco Ciriaci. |
| 2017                       | Campania             | Maria Polverino         | No clasificó              |                    | |
| 2016                       | Campania             | Sophia Sergio           | No clasificó              |                    | Dirección de Edward Walson. |
| 2015                       | Apulia               | Giada Pezzaioli         | No clasificó              |                    | |
| 2014                       | Lombardía            | Valentina Bonariva      | Top 15                    |                    | |
| 2013                       | Calabria             | Luna Voce               | No clasificó              |                    | |
| 2012                       | Sicilia              | Grazia Maria Pinto      | No clasificó              |                    | |
| 2011                       | Lacio                | Elisa Torrini           | No clasificó              |                    | |
| 2010                       | Piamonte             | Jessica Cecchini        | No clasificó              |                    | |
| 2009                       | Toscana              | Laura Valenti           | No clasificó              |                    | |
| 2008                       | Lombardía            | Claudia Ferraris        | Top 10                    |                    | |
| 2007                       | Emilia-Romaña        | Valentina Massi         | No clasificó              |                    | Concorso di Belleza Miss Universe Italy - dirección de Max Baratono. |
| La Miss para Miss Universo |                      |                         |                           |                    | |
| 2006                       | No compitió          | No compitió             | No compitió               | No compitió        | No compitió |
| 2005                       | Véneto               | María Teresa Francville | No clasificó              |                    | La Miss para Miss Universo 2005; compitió tanto en el concurso La Miss para Miss Universo como en el concurso Miss Universo Italia, que se creó cuando La Miss para Miss Universo perdió la franquicia. |
| 2004                       | Lombardía            | Laia Manetti            | No clasificó              | - Miss Simpatía    | |
| 2003                       | Véneto               | Silvia Ceccon           | No clasificó              |                    | |
| 2002                       | Véneto               | Anna Rigon              | No clasificó              |                    | |
| 2001                       | Campania             | Stefania Maria          | No clasificó              |                    | |
| 2000                       | Lacio                | Annalisa Guadalupi      | No clasificó              |                    | La Miss para Miss Universo - dirección de Clarissa Burt. |

### Miss Italia (1952-1999)
: Declarada como ganadora
     : Terminó como finalista
     : Terminó como una de las semifinalistas o cuartofinalistas
     : Terminó como ganadora de premios especiales
Miss Italia comenzó a enviar una ganadora a Miss Universo desde 1952. En 1999, la Organización Miss Italia perdió la franquicia de Miss Universo para Italia.
| Año  | Región              | Miss Italia           | Posición en Miss Universo | Premios especiales | Notas                                                                                       |
| ---- | ------------------- | --------------------- | ------------------------- | ------------------ | ------------------------------------------------------------------------------------------- |
| 1999 | Emilia-Romaña       | Gloria Bellicchi      | No clasificó              |                    |                                                                                             |
| 1998 | Calabria            | Claudia Trieste       | No clasificó              |                    |                                                                                             |
| 1997 | Toscana             | Denny Méndez          | Top 6                     |                    |                                                                                             |
| 1996 | Sicilia             | Anna Valle            | No clasificó              |                    |                                                                                             |
| 1995 | Cerdeña             | Alessandra Meloni     | No clasificó              |                    |                                                                                             |
| 1994 | Lacio               | Arianna David         | Top 10                    |                    |                                                                                             |
| 1993 | Liguria             | Elisa Jacassi         | No clasificó              |                    |                                                                                             |
| 1992 | No compitió         | No compitió           | No compitió               | No compitió        | No compitió                                                                                 |
| 1991 | Calabria            | Maria Pia Biscotti    | No clasificó              |                    |                                                                                             |
| 1990 | Véneto              | Annamaria Malipiero   | No clasificó              |                    |                                                                                             |
| 1989 | Véneto              | Cristiana Bertasi     | No clasificó              |                    |                                                                                             |
| 1988 | Liguria             | Simona Ventura        | No clasificó              |                    |                                                                                             |
| 1987 | Campania            | Roberta Capua         | Primera finalista         |                    |                                                                                             |
| 1986 | Friul-Venecia Julia | Susanna Huckstep      | No clasificó              | - Miss Fotogénica  |                                                                                             |
| 1985 | Cerdeña             | Beatrice Papi         | No clasificó              |                    |                                                                                             |
| 1984 | Piamonte            | Raffaella Baracchi    | No clasificó              |                    |                                                                                             |
| 1983 | Lombardía           | Federica Moro         | Top 12                    |                    |                                                                                             |
| 1982 | Abruzos             | Cinzia De Ponti       | Segunda finalista         |                    |                                                                                             |
| 1981 | Sicilia             | Anna Kanakis          | No clasificó              |                    |                                                                                             |
| 1980 | Véneto              | Loredana Del Santo    | No clasificó              |                    |                                                                                             |
| 1979 | Sicilia             | Elvira Puglisi        | No clasificó              |                    | Designada: Elvira fue Miss Elegancia en el Miss Italia 1977.                                |
| 1978 | Lacio               | Andreina Mazzotti     | No clasificó              |                    |                                                                                             |
| 1977 | Sicilia             | Paola Bresciano       | No clasificó              |                    |                                                                                             |
| 1976 | Lombardía           | Diana Scapolan        | No clasificó              |                    | Designada: Diana fue Miss Cinema en el Miss Italia 1970.                                    |
| 1975 | Friul-Venecia Julia | Diana Salvador        | No clasificó              |                    |                                                                                             |
| 1974 | Lacio               | Loretta Persichetti   | No clasificó              |                    |                                                                                             |
| 1973 | Lombardía           | Antonella Barci       | No clasificó              |                    |                                                                                             |
| 1972 | Friul-Venecia Julia | Isabella Specia       | No clasificó              |                    |                                                                                             |
| 1971 | Lombardía           | Mara Palvarini        | No clasificó              |                    | Miss Universo Italia 1971 (concurso separado); patrocinado por SS 33 Brands.                |
| 1970 | Lacio               | Anna Zamboni          | Top 15                    |                    |                                                                                             |
| 1969 | Lacio               | Diana Coccorese       | No clasificó              |                    |                                                                                             |
| 1968 | Lacio               | Cristina Businari     | No clasificó              |                    |                                                                                             |
| 1967 | Véneto              | Paola Rossi           | Top 15                    |                    | Designada: Paola fue Miss Elegancia en el Miss Italia 1966.                                 |
| 1966 | Campania            | Paola Bassolino       | No clasificó              |                    |                                                                                             |
| 1965 | Lombardía           | Erika Jorger          | No clasificó              |                    |                                                                                             |
| 1964 | Véneto              | Emanuela Stramanna    | Top 10                    |                    |                                                                                             |
| 1963 | Marcas              | Gianna Serra          | Top 15                    |                    |                                                                                             |
| 1962 | Emilia-Romaña       | Isa Stoppi            | No clasificó              |                    |                                                                                             |
| 1961 | Lacio               | Viviana Romano        | No clasificó              |                    |                                                                                             |
| 1960 | Lacio               | Daniela Bianchi       | Primera finalista         |                    |                                                                                             |
| 1959 | Lombardía           | Maria Grazia Buccella | No clasificó              |                    |                                                                                             |
| 1958 | Lacio               | Clara Coppola         | No clasificó              |                    |                                                                                             |
| 1957 | Véneto              | Valeria Fabrizzi      | Top 16                    |                    |                                                                                             |
| 1956 | Lacio               | Rossana Galli         | Cuarta finalista          |                    |                                                                                             |
| 1955 | Lacio               | Elena Fancera         | No clasificó              |                    |                                                                                             |
| 1954 | Lombardía           | María Teresa Paliani  | Top 16                    |                    | Candidata italiana a Miss Universo 1954; coronada por Curzio Malaperte (escritor italiano). |
| 1953 | Lacio               | Rita Stazzi           | Top 16                    |                    | Miss Universo Italia 1953 (concurso separado)                                               |
| 1952 | Lombardía           | Giovanna Mazzotti     | No clasificó              |                    |                                                                                             |